# Krzysztof Serkowski
Krzysztof Maria Serkowski (ur. 8 grudnia 1930 w Warszawie, zm. 7 października 1981 w Tucson) – polski astronom i konstruktor instrumentów astronomicznych. Specjalizował się w badaniu polaryzacji światła gwiazd.

## Życiorys
Ukończył studia astronomiczne I stopnia na Uniwersytecie Warszawskim w 1952 roku, a II stopnia na Uniwersytecie Wrocławskim w 1954 roku. W latach 1950–1965 pracował na Uniwersytecie Warszawskim, uzyskując doktorat (stopień kandydata nauk) w 1958 roku i habilitację w 1962 roku, awansując na stanowisko docenta. W tym czasie wyjeżdżał na staże obserwatoriach Sztokholmu, Hamburga i Getyngi oraz (w latach 1959–1961) w Obserwatorium Lowella we Flagstaff. Był jednym z trójki pierwszych laureatów Nagrody Młodych Polskiego Towarzystwa Astronomicznego (1959 rok). W latach 1964–1965 był prodziekanem ds. studenckich Wydziału Matematyczno-Fizycznego Uniwersytetu Warszawskiego.
Od 1965 roku przebywał za granicą. Początkowo ponownie pracował w Obserwatorium Lowella, później na Mount Stromlo w Australii (1966–1970, gdzie w 1970 roku ponownie uzyskał doktorat, tym razem Australijskiego Uniwersytetu Narodowego), a od 1970 do 1981 roku w Obserwatorium Steward Uniwersytetu Arizony w Tucson w Stanach Zjednoczonych.

## Dorobek naukowy
Początkowo interesował się fotometrią gwiazd i Słońca, jednak szybko zainteresował się polaryzacją światła gwiazd i temu tematowi pozostał wierny przez całą karierę naukową. Był autorem ponad 100 prac naukowych. Uruchomił dziesiątki innowacyjnych instrumentów astronomicznych w wielu obserwatoriach świata.
Na jego cześć nazwano planetoidę (2225) Serkowski.

## Życie rodzinne
Krzysztof Serkowski ożenił się z Krystyną Romaniuk w 1957 roku. Mieli dwóch synów: Tomasza Krzysztofa (ur. w 1958 roku) i Jana Andrzeja (ur. w 1961 roku).
Przez osiem lat chorował na stwardnienie zanikowe boczne. Został pochowany w Tucson, a jego grób symboliczny znajduje się cmentarzu Powązkowskim (kwatera 166-1-9,10).